# Brian Cleeve
Brian Cleeve, né le 22 novembre 1921 à Southend-on-Sea dans l’Essex en Angleterre et mort le 11 mars 2003 à Shankill en Irlande, est un écrivain britannique, auteur de roman policier et d'espionnage.

## Biographie
Il fait ses études à la St. Edward's School (en) à Oxford de 1935 à 1938. Pendant la Seconde Guerre mondiale, il sert dans la marine marchande britannique. En 1948, il devient journaliste indépendant en Afrique du Sud jusqu'en 1954 tout en reprenant ses études à l'université de Pretoria. Son amitié avec Trevor Huddleston (en) lui fait découvrir la réalité de l'apartheid et les conditions de vie dans les townships comme ceux de Sophiatown. Ses critiques de l'apartheid font que les autorités le désignent comme « intraitable politique » et lui ordonnent de quitter l'Afrique du Sud. Il revient en Irlande en 1954 et étudie à l'université de Dublin pour obtenir en 1956 un doctorat en philosophie.
En 1952, il publie son premier roman The Far Hills (en). Son premier roman policier Birth of a Dark Soul paraît en 1953 et son premier roman d’espionnage L’I.S. au couvent (Assignment to Vengeance) en 1961. En 1964, il commence avec Vote X for Treason une série de quatre romans consacrée à Sean Ryan, ancien révolutionnaire irlandais sorti de prison par les services secrets anglais qui lui confient des missions d'infiltration dans des organisations menaçant la sécurité du Royaume-Uni. Seul le dernier roman est publié en français. Pour Claude Mesplède, dans Sommeil de plomb. (Violent Death of a Bitter Englishman), « les nombreux personnages qui hantent cette histoire sont tous un peu mystérieux. Les motivations personnelles, souvent juste suggérées, renforcent le climat très lourd qui fait la réussite de ce livre. »

## Œuvre

### Romans

#### SérieSean Ryan
- Vote X for Treason, 1964 (autre titre Counterspy)
- Dark Blood, Dark Terror, 1966
- The Judas Goat, 1966 (autre titre Vice Isn't Private)
- Violent Death of a Bitter Englishman, 1967
  - Sommeil de plombs, Série noire no 1731 1979

#### Autres romans
- The Far Hills (en), 1952
- Portrait of My City, 1953
- Birth of a Dark Soul, 1954 (autre titre The Night Winds)
- Assignment to Vengeance, 1961
  - L'I.S. au couvent, Inter-Espion no 32, 1962
- Death of a Painted Lady, 1962
  - Une toile dangereuse, Inter-Police no 100, 1963
- Death of a Wicked Servant, 1963
- You Must Never Go Back, 1968
  - Retour interdit, Éditions de Trévise, 1973
- Exit from Prague, 1970 (autre titre Escape from Prague)
- Cry of Morning (en), 1971 (autre titre The Triumph of O'Rourke)
- Tread Softly in this Place (en), 1972
- The Dark Side of the Sun, 1973
- A Question of Inheritance, 1974 (autre titre For Love of Crannagh Castle)
- Sara, 1975
- Kate, 1977
- Judith, 1978
- Hester, 1978
  - Hester, Éditions de Trévise, 1981
- A Woman of Fortune, 1993

### Ouvrages non fictionnels
- Dictionary of Irish Writers – Volume 1, 1967
- Dictionary of Irish Writers – Volume 2, 1970
- Dictionary of Irish Writers – Volume 3, 1971
- W.B. Yeats and the Designing of Ireland's Coinage, 1972
- The House on the Rock, 1980
- The Seven Mansions, 1980
- 1938: A World Vanishing, 1982
- The Fourth Mary, 1982
- A View of the Irish, 1983
- Biographical Dictionary of Irish Writers, 1985 (coécrit avec Anne Brady)

### Recueil de nouvelles
- The Horse Thieves of Ballysaggert, 1966

### Nouvelles
- Alibi, 1947
- Duel, 1955
- The Eight Kikuyu, 1955
- Passport to Darkness, 1956
- The Revenge of Big Michael, 1956
- Spanish Dancer, 1956
- Battle For the Bride, 1957
- The Lost City, 1957
- Sean O’Malley’s Daughter, 1957
- The Frontier, 1957
- Death Below Decks, 1957
- Wonderful Day, 1957
- The Salmon of Knowledge, 1957
- Golden Woman, 1957
- Rosario, 1957
- Dragon Flower, 1958
- Educated Angel, 1958
- The Mountain of Fear, 1958
- Forbidden Love, 1958
- My Golden Brother, 1958
- A Highly Ridiculous Animal, 1958
- Shadow of Death, 1958
- High Terror, 1958
- The Horse Thieves of Ballysaggert, 1959
- Land Quarrel, 1959
- Long White Scar, 1959
- Sad, Bad Day for Ballysaggery, 1959
- Jungle Night, 1959
- Hoofbeats, 1959
- The Girl from Mayo, 1960
- Love Match, 1960
- Pavone’s Well, 1960
- Beauty Is the Prize, 1960
- Before the Fall, 1960
- The Shape of Death, 1960
- Welsh Knight in the Red Sea, 1960
- Escape from Fear, 1960
- Venetian Shadow, 1961
- Vendetta!, 1961
- Wild Honey, 1961
- Circle of Death, 1961
- The Yellow Streak, 1961
- Dangerous Trespass, 1961
- Run with Your Heart, 1961
- House of Terror, 1961
- Escape, 1961
- The Medal, 1961
- The Panther, 1961
- Fighting Mad, 1962
- Take the Hindmost, 1962
- Angela’s Satyr, 1962
- Year of Grace, 1962
- Fiendish Luck, 1963
- The Sergeant, 1963
- Footle Flusher, 1963
- Challenge, 1963
- Blind Justice, 1964
- Valley of Eden, 1964
- Foxer, 1965
- The Devil & Democracy, 1966
- Each Man Kills, 1967
- Art Is Long, 1968
- Love Letter From an Old Hotel, 1968
- The Devil and Jake O'Hara ou The Devil Finds Work for Jack O'Hara, 1968
- First Love, 1968
- Hell, Said the TV, 1969
- Madonna of Rathmines, 1969
- An Arab was the First Gardener, 1970
- The Island, 1971

### Scénarios radiophoniques
- The Voodoo Dancer, 1961
- Comeback, 1962 (coécrit avec Veronica Cleeve)
- The King of Sunday, 1962
- A Case of Character, 1964 (coécrit avec John Bowen)
- The Girl from Mayo, 1969 (coécrit avec Carolyn Swift)
- You Must Never Go Back, 1971 (coécrit avec Peter Hoar)
- Cry of Morning, 1972 (coécrit avec Peter Hoar)
- Exit from Prague, 1972 (coécrit avec Peter Hoar)

## Sources
- Claude Mesplède, Dictionnaire des littératures policières, vol. 1 : A - I, Nantes, Joseph K, coll. « Temps noir », 2007, 1054 p. (ISBN 978-2-910-68644-4, OCLC 315873251), p. 441.
- Claude Mesplède, Les années "Série noire" bibliographie critique d'une collection policière, t. 4 : 1972-1982, Amiens, Encrage, coll. « Travaux » (no 25), 1995 (ISBN 978-2-906-38963-2).
- Claude Mesplède et Jean-Jacques Schleret, SN, voyage au bout de la Noire : inventaire de 732 auteurs et de leurs œuvres publiés en séries Noire et Blème : suivi d'une filmographie complète, Paris, Futuropolis, 1982, 476 p. (OCLC 11972030), p. 82.